# Шичжуюань
Шичжуюань (кит. 柿竹园, пін. shì zhú yuán) — мультимінеральний рудник у Китаї. Найбільший мультимінеральний рудник у світі, названий ЮНЕСКО «Музей не залізних металів світу» («The Museum of Nonferrous Metals of the World»).

## Опис
Шичжуюань — сучасне успішне китайське підприємство, яке було організоване у 1980-х роках, але видобуток мінералів на його території відомий вже бл. 500 років. Рудник розташований у Ченьчжоу.
Містить 143 різноманітних мінерали. Серед них ряд корисних копалин: вольфрам, молібден, флюорит, олово, мідь, свинець і цинк та ін. Тут зосереджено 49 % запасів вольфраму Китаю.
Щорічний видобуток і виробництво головних мінералів (т): свинець 5000, цинк — 5000, вольфрам — 2500, молібден — 700, бісмут — 670, бісмут в зливках — 800, феромолібден — 600, оксид молібдену — 300.